# 케이지드 (1950년 영화)
케이지드(Caged)는 미국에서 제작된 존 크롬웰 감독의 1950년 영화이다. 엘레노 파커 등이 주연으로 출연하였고 제리 워드 등이 제작에 참여하였다.

## 출연

### 주연
- 엘레노 파커
- 아그네스 무어헤드
- 엘렌 코비

### 조연
- 홉 에머슨
- 베티 가드
- 잔 스터링
- 리 패트릭
- 올리브 디어링
- 제인 다웰
- 거트루드 마이클

### Streaming audio
- Eleanor Parker also stars in the radio version of Caged, which was originally broadcast eight months after the film's release. It was presented by NBC Radio on August 2, 1951, as episode #112 of the network's anthology series Screen Directors Playhouse. That adaptation is free for download at the Internet Archive.